# Helicius hilaryi
Helicius hilaryi är en spindelart som beskrevs av Zabka 1981. Helicius hilaryi ingår i släktet Helicius och familjen hoppspindlar. Inga underarter finns listade i Catalogue of Life.